# Kowalków (gromada)
Kowalków – dawna gromada, czyli najmniejsza jednostka podziału terytorialnego Polskiej Rzeczypospolitej Ludowej w latach 1954–1972.
Gromady, z gromadzkimi radami narodowymi (GRN) jako organami władzy najniższego stopnia na wsi, funkcjonowały od reformy reorganizującej administrację wiejską przeprowadzonej jesienią 1954 do momentu ich zniesienia z dniem 1 stycznia 1973, tym samym wypierając organizację gminną w latach 1954–1972.
Gromadę Kowalków z siedzibą GRN w Kowalkowie utworzono 31 grudnia 1959 w powiecie iłżeckim w woj. kieleckim z obszaru zniesionych gromad Ostrownica i Wólka.
W 1965 roku gromada miała 27 członków gromadzkiej rady narodowej.
1 stycznia 1969 z gromady Kowalków wyłączono wsie Kochanów i Sajdy włączając je do gromady Bąkowa w powiecie lipskim w tymże województwie.
Gromada przetrwała do końca 1972 roku, czyli do kolejnej reformy gminnej.